# Herman Heine Goldstine
Herman Heine Goldstine (ur. 13 września 1913 w Chicago, zm. 16 czerwca 2004 w Filadelfii) – amerykański matematyk i oficer, silnie związany z Uniwersytetem Chicago, gdzie uzyskał stopnie bakałarza, magistra i doktora nauk matematycznych; tu również w latach powojennych wykładał.

## Życiorys
Podczas II wojny światowej organizował wojskowe ośrodki obliczeniowe dla tworzenia tablic balistycznych. To on właśnie ostatecznie przekonał wojskowych urzędników do zainwestowania pieniędzy w projekt budowy komputera ENIAC, który sam potem nadzorował z ramienia armii, wnosząc równocześnie w projekt pewne rozwiązania teoretyczne. On sam twierdził, że jego największym osiągnięciem w tym względzie było… namówienie do współpracy Johna von Neumanna.
W latach 1958–1984 Goldstine był pracownikiem IBM (dyrektorem do spraw badań matematycznych, dyrektorem do spraw rozwoju przetwarzania danych, wreszcie doradcą dyrektora generalnego do spraw badawczych). Na emeryturze spędził ostatnie 13 lat życia, zasiadając w gremiach kierowniczych American Philosophical Society. W 1985 Ronald Reagan przyznał mu National Medal of Science za „podstawowy wkład w rozwój komputera, programowania i analizy numerycznej”.
Pierwszą żoną Goldstine’a była Adela Katz, programistka, autorka instrukcji obsługi ENIAC-a (zm. 1964); miał z nią dwoje dzieci. W 1966 Goldstine poślubił Ellen Watson.
Sformułował twierdzenie, zwane dziś od jego nazwiska, twierdzeniem Goldstine’a mówiące, że obraz kuli jednostkowej w przestrzeni Banacha {\displaystyle X} poprzez kanoniczne zanurzenie
{\displaystyle \kappa \colon X\to X^{**}}
dane wzorem
{\displaystyle \kappa (x)x^{*}=x^{*}x,\,x^{*}\in X^{*},}
jest gęstym podzbiorem kuli jednostkowej przestrzeni {\displaystyle X^{**}} w sensie {\displaystyle X^{*}}-topologii, tzn. topologii {\displaystyle \sigma (X^{**},X^{*}).}